# Tegeocranellus convexus
Tegeocranellus convexus är en kvalsterart som beskrevs av J. och P. Balogh 1983. Tegeocranellus convexus ingår i släktet Tegeocranellus och familjen Tegeocranellidae. Inga underarter finns listade i Catalogue of Life.